# NGC 6954
NGC 6954 ist eine linsenförmige Galaxie vom Hubble-Typ S0-a im Sternbild Delphin. Sie ist schätzungsweise 189 Millionen Lichtjahre von der Milchstraße entfernt.
Das Objekt wurde am 28. Juni 1863 von Albert Marth entdeckt.